# Abtsdorf
Abtsdorf is een plaats en voormalige gemeente in de Duitse deelstaat Saksen-Anhalt, en maakt deel uit van de Landkreis Wittenberg.
Abtsdorf telt 1.371 inwoners (31-12-2007).